# Ziua trădătorilor (film)
Ziua trădătorilor (titlu original: The Ides of March) este un film american dramatic din 2011 regizat de George Clooney. În rolurile principale joacă actorii Ryan Gosling, George Clooney și Paul Giamatti.

## Distribuție
- Ryan Gosling ca Stephen Meyers
- George Clooney ca Mike Morris
- Paul Giamatti ca  Tom Duffy
- Evan Rachel Wood as Molly Stearns
- Marisa Tomei ca Ida Horowicz
- Jeffrey Wright ca Senator democrat Franklin Thompson de Carolina de Nord
- Jennifer Ehle ca Cindy Morris
- Gregory Itzin ca fost Senator Jack Stearns
- Michael Mantell ca Ted Pullman, Senator de Arkansas
- Max Minghella ca Ben Harpen